# Rufus Tiger Taylor
Rufus Tiger Taylor (nascido em 8 de março de 1991) é um baterista, percussionista britânico, mais conhecido por ser o atual baterista da banda de rock The Darkness desde maio de 2015, e também como baterista de turnê dos shows Queen + Adam Lambert . Ele é filho do baterista do Queen, Roger Taylor e sua ex-namorada, a modelo britânica Deborah Leng. Seu padrinho foi o falecido baterista Taylor Hawkins, do Foo Fighters, que era amigo próximo da família Taylor.
De acordo com seu pai, o incomum nome do meio de Rufus, "Tiger" (inglês para "tigre"), foi escolhido pelo falecido vocalista do Queen, Freddie Mercury, que na época da primeira gravidez de Deborah, teria sugerido o nome "Tigerlily" se o bebê fosse menina, e Tiger no caso de um menino. Tigerlily foi o nome escolhido por Taylor para a irmã de Rufus, a modelo Tigerlily Taylor, nascida anos depois da morte de Mercury.
Taylor afirma que crescer na presença da bateria o fez decidir que queria seguir os passos de seu pai, já que não tinha interesse acadêmico, alegando ter abandonado a escola aos 16 anos em favor de um curso de esqui na academia Warren Smith Ski. Ele é um grande fã de Taylor Hawkins e o tem como sua maior inspiração.

## Carreira

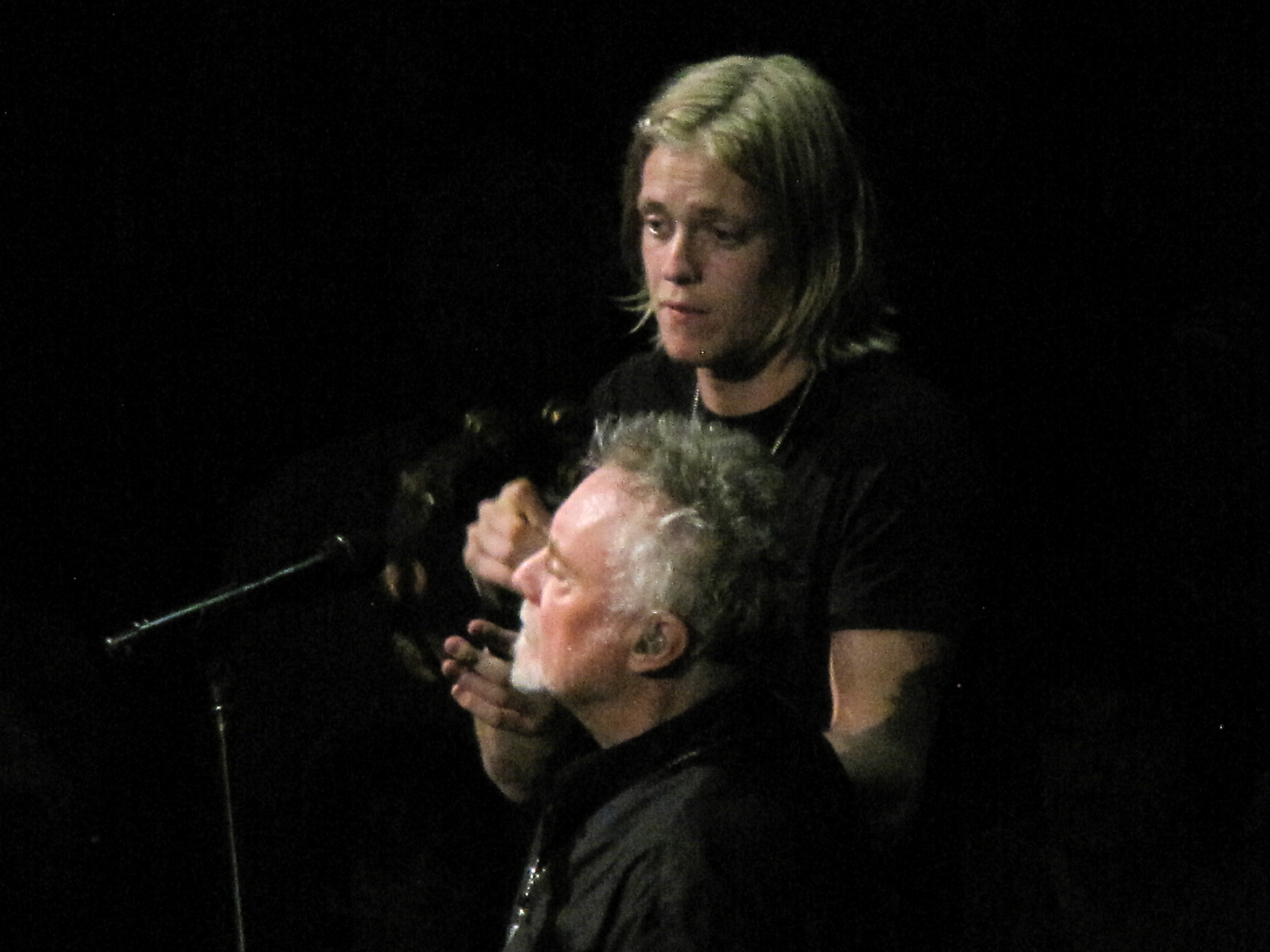
Rufus e Roger Taylor se apresentando com Queen + Adam Lambert em 2014

A primeira aparição notável na carreira de Rufus foi no Royal Variety Performance em 2008, onde tocou bateria para Kerry Ellis e com o parceiro de Queen do seu pai, o guitarrista Brian May, para um público que incluía o então Príncipe de Gales, Carlos III, e sua esposa, a então Duquesa de Cornualha, Camilla. No ano de 2009, Taylor tocou com o tecladista e guitarrista de apoio de turnê do Queen, Spike Edney, como parte de sua banda SAS (Spike's All-Stars). Taylor também participou da turnê com o show musical do Queen, We Will Rock You, e mais uma vez trabalhou ao lado de Brian May, e também de seu pai, com Kerry Ellis em seu álbum Anthems, contribuindo na bateria em algumas músicas.
No ano de 2011, Taylor começaria a se apresentar junto de seu pai, juntando-se ao supergrupo Queen + Adam Lambert como músico de turnê, fornecendo bateria de apoio, percussão e vocais de apoio para shows no palco. Alguns de seus momentos mais notáveis em turnê foram suas "batalhas de bateria" com seu pai, e assumir como baterista principal em clássicos do Queen, como "Tie Your Mother Down", ou em "A Kind of Magic", enquanto seu pai deixava a bateria para fornecer vocais principais. Taylor se juntou à banda em ambas as turnês mundiais entre 2011 e 2017, sendo um dos pilares de seus shows ao vivo na época.
Em maio de 2015, após a saída de Emily Dolan Davies, Taylor tornou-se baterista da banda de rock inglesa The Darkness, com o guitarrista Dan Hawkins confirmando a notícia em um programa de rádio do Reino Unido. Ele tocou bateria nos álbuns Darkness Pinewood Smile (2017), Easter Is Canceled (2019) e Motorheart (2021).
Em 2017, Taylor deixou a sua parceria com Queen + Adam Lambert depois de 6 anos, sendo substituído por Tyler Warren.